# حفيظة الحسناوية
حفيظة الحسناوية (ق. 1962 - 6 أكتوبر 2022)، هي مغنية عيطة مغربية تنشط مع فرقة أولاد بنعكيدة ومشهورة على النطاق الوطني. وهي ابنة الفنانة فاطنة بنت الحسين (بالتبني).

## حياتها
ولدت الشيخة حفيظة الحسناوية بمنطقة عبدة. تعلمت الغناء رفقة عدة شيخات مثل  الحاجة الحمونية والشيخة عايدة. ولجت عالم الغناء المحترف سنة 1974 حيث التحفت بفرقة أولا بنعكيدة. سنة 1977 اندمجت الفرقة مع الفنانة فاطنة بنت الحسين وهنا عرف مسار حفيظة الحسناوية نقلة نوعية تعلمت فيها الكثير على يد فاطمة.

## وفاتها
توفيت يوم الخميس 6 أكتوبر 2022 بمستشفى محمد الخامس بمدينة آسفي، بعد صراعها الطويل مع المرض.